# Machaeroidinae
De Machaeroidinae zijn een onderfamilie van uitgestorven roofzoogdieren behorend tot de familie Oxyaenidae uit de orde Oxyaenodonta. Deze dieren leefden tijdens het Eoceen in Noord-Amerika. Er zijn drie geslachten, Machaeroides, Apataelurus en Diegoaelurus.
Het was niet duidelijk aan welke van de twee andere groepen creodonten de Machaeroidinae het nauwst verwant zijn, hoewel enkele morfologische kenmerken al wezen op een nauwere verwantschap met de Oxyaenidae dan met de Hyaenodontidae. Een fossiel skelet van Machaeroides leidde in 2019 tot meer duidelijkheid en tot indeling van de Machaeroidinae bij de Oxyaenidae.